# Kohtla-Nõmme (przystanek kolejowy)
Kohtla-Nõmme – przystanek kolejowy w miejscowości Kohtla-Nõmme, w prowincji Virumaa Wschodnia, w Estonii. Położony jest na linii Tallinn - Narwa. 

## Historia
Przystanek został otwarty 16 grudnia 2014. Dotychczas ruch pasażerski z Kohtla-Nõmme obsługiwała stacja Kohtla.